# Håkan Lidman
Erik Håkan Lidman  (né le 31 janvier 1915 à Göteborg, et mort le 6 juin 2000 à Malaga en Espagne) est un athlète suédois, spécialiste du 110 mètres haies. Son club est l'Örgryte IS.

## Biographie
Il termine au pied du podium des Jeux olympiques de 1936, à Berlin, dans le temps de 14 s 4. Le 29 juillet 1938, à Göteborg, Håkan Lidman porte le record d'Europe du 110 mètres haies à 14 s 3. Il se classe deuxième des Championnats d'Europe de Paris où le Britannique Donald Finlay le devance en égalant son record continental.
Il poursuit sa carrière d'athlète durant la Seconde Guerre mondiale. En septembre 1940, à Milan, le Suédois porte le record d'Europe à 14 s 0.
En 1946, à Oslo, Håkan Lidman remporte la médaille d'or des Championnats d'Europe en s'imposant en finale dans le temps de 14 s 6, devant le Belge Hippolyte Braekman et le Finlandais Väinö Suvivuo. Il participe à 33 ans aux Jeux olympiques de 1948, à Londres, et se classe sixième et dernier de la finale en 14 s 9.

### Palmarès
| Date | Compétition           | Lieu    | Résultat | Temps  |
| ---- | --------------------- | ------- | -------- | ------ |
| 1936 | Jeux olympiques       | Berlin  | 4e       | 14 s 5 |
| 1938 | Championnats d'Europe | Paris   | 2e       | 14 s 5 |
| 1946 | Championnats d'Europe | Oslo    | 1er      | 14 s 6 |
| 1948 | Jeux olympiques       | Londres | 6e       | 14 s 9 |

### Records
| Épreuve     | Performance | Date              | Lieu  |
| ----------- | ----------- | ----------------- | ----- |
| 110 m haies | 14 s 0      | 22 septembre 1940 | Milan |